# Fala stojąca

Fala stojąca w ośrodku stacjonarnym. Punkty oznaczają węzły fali

Fala stojąca (czarna) będąca złożeniem dwóch fal biegnących w tym samym kierunku, ale o przeciwnych zwrotach (czerwona i niebieska)

Fala stojąca – fala, której grzbiety i doliny nie przemieszczają się. Fala stojąca powstaje na skutek interferencji dwóch takich samych fal poruszających się w tym samym kierunku, lecz o przeciwnych zwrotach. Zwykle efekt ten powstaje np. poprzez nałożenie na falę biegnącą fali odbitej.
Fala stojąca to w istocie drgania ośrodka, nazywane też drganiami normalnymi. Idealna fala stojąca różni się od fali biegnącej tym, że nie ma tu propagacji drgań, nie występuje zatem np. czoło fali. Miejsca, gdzie amplituda fali osiąga maksima nazywane są strzałkami, zaś te, w których amplituda jest zawsze zerowa, węzłami fali stojącej. Rysunek obok przedstawia idealną (zupełną) falę stojącą. W przypadku niewielkiej niezgodności częstotliwości węzły i strzałki mogą się przesuwać. Jeżeli występuje pewna niezgodność amplitud, wówczas nie ma pełnego wygaszenia drgań w węzłach.
Fala biegnąca (inaczej fala bieżąca) jest to fala, której punkty o jednakowej fazie (np. grzbiety) poruszają się.

## Ruchomy ośrodek
Fale stojące mogą powstawać również w ośrodkach poruszających się. Wówczas węzły pozostają nieruchome względem ośrodka. Przykładem fali stojącej w poruszającym się ośrodku są fale atmosferyczne powstające w powietrzu przy odpowiednich warunkach meteorologicznych, po zawietrznej stronie łańcuchów górskich. Tego typu fale często są wykorzystywane przez pilotów szybowców.

## Fala stojąca a interferencja
Fala stojąca powstaje dzięki interferencji fal składowych. Interferencja jest nakładaniem się fal prowadzącym do wzmocnień i wygaszeń amplitudy.

### Równanie fali stojącej
Równanie fali stojącej będącej sumą dwóch fal biegnących w przeciwnych zwrotach
{\displaystyle \psi =\psi _{1}+\psi _{2}=A\sin(\omega t-kx+\varphi _{1})+A\sin(\omega t+kx+\varphi _{2})}
{\displaystyle \psi =2A\cos(kx+\varphi _{3})\sin(\omega t+\varphi _{4})=B(x)\sin(\omega t+\varphi _{4}),}
gdzie:
{\displaystyle \varphi _{3}={\frac {\varphi _{2}-\varphi _{1}}{2}}}
{\displaystyle \varphi _{4}={\frac {\varphi _{1}+\varphi _{2}}{2}}}
{\displaystyle B(x)=2A\cos(kx+\varphi _{3})} – wartość bezwzględna z {\displaystyle B(x)} jest amplitudą drgań w miejscu {\displaystyle x.}
Amplituda drgań osiąga największe wartości (równe {\displaystyle 2A}) dla położeń {\displaystyle x} spełniających warunek
{\displaystyle kx+\varphi _{3}=n\pi ,}
gdzie {\displaystyle n=0,1,2,...} W tych miejscach ośrodek drga najsilniej (powstają strzałki). Położenie węzłów można znaleźć z równania:
{\displaystyle kx+\varphi _{3}=n\pi +{\frac {\pi }{2}}.}

### Struna zamocowana na dwóch końcach
Fala wzbudzona na obustronnie zamocowanej strunie powstaje na skutek nakładania się (interferencji) fali biegnącej w kierunku zamocowania z falą odbitą. Z oczywistych względów na umocowanych końcach powstają węzły fali.
Zastosowanie wyprowadzonych równań do opisu fali stojącej w takiej strunie wymaga nałożenia na te równania warunków brzegowych (powstawanie węzłów na końcach). Z warunku, że dla {\displaystyle x=0} powstaje pierwszy ({\displaystyle n=0}) węzeł wynika, że
{\displaystyle \varphi _{3}={\frac {\pi }{2}}.}
Z warunku, że dla {\displaystyle x=L} (gdzie {\displaystyle L} jest długością struny) powstaje również węzeł, wynika:
{\displaystyle k={\frac {m\pi }{L}},}
gdzie {\displaystyle m=n+1} (może to być drugi lub kolejny węzeł).
Warunki te oznaczają, że w strunie mogą istnieć tylko drgania o określonej liczbie falowej {\displaystyle k,} warunkom tym odpowiada, że równanie fali może być opisane wzorem:
{\displaystyle \psi =A\sin \left({\frac {m\pi }{L}}x\right)\cos(\omega t+\varphi ).}
Długość takiej fali określona jest wzorem:
{\displaystyle \lambda _{m}={\frac {2\pi }{k}}={\frac {2L}{m}}.}
Prędkość rozchodzenia się fali (prędkość fazowa) {\displaystyle v} jest równa:
{\displaystyle v={\frac {\omega }{k}},}
skąd wynika, że:
{\displaystyle \omega =vk={\frac {m\pi }{L}}\;v=\omega _{0}\,m,}
gdzie
{\displaystyle \omega _{0}={\frac {\pi }{L}}\;v.}
Ze wzoru tego wynika, że jeżeli prędkość fali w strunie nie zależy od długości fali, to mogą w niej powstawać drgania o częstotliwości równej wielokrotności drgań częstotliwości podstawowej.
Każde drganie struny można zapisać jako sumę drgań składowych w postaci
{\displaystyle \psi (t)=\sum \limits _{m=1}^{\infty }{A_{m}}\sin(m\omega _{0}t)=A_{1}\sin(\omega _{0}t)+A_{2}\sin(2\omega _{0}t)+A_{3}\sin(3\omega _{0}t)+...}
Drganie o najmniejszej częstotliwości {\displaystyle \omega _{0}} nazywa się drganiem podstawowym, drgania o kolejnych częstotliwościach – wyższymi składowymi harmonicznymi.

### Struna zamocowana w jednym końcu
Gdy fala dochodzi do swobodnego końca struny, też się odbija. Na niezamocowany koniec struny nie działa siła, dlatego ten koniec struny musi być równoległy do osi struny niedrgającej. Oznacza to, że na swobodnym końcu powstaje strzałka fali stojącej.
Długość takiej fali określona jest w tej sytuacji wzorem:
{\displaystyle \lambda ={\frac {4L}{2n-1}}}
i
{\displaystyle \omega ={\frac {2\pi (2n-1)}{4L}}=(2n-1)\omega _{0}.}
Wartości jakie może przybierać częstość w strunie zamocowanej tylko z jednego końca ({\displaystyle \omega _{0},3\omega _{0},5\omega _{0},...}) są nieparzystymi wielokrotnościami częstości podstawowej.
Zjawisko odbicia sygnału od swobodnego (otwartego) lub zwartego końca linii przesyłowej powoduje powstawanie w niej fali stojącej, która utrudnia przesyłanie sygnałów w liniach transmisyjnych. Przeciwdziała się mu poprzez instalowanie na końcach linii elementów zapobiegających odbiciom, tzw. terminatorów.

## Znaczenie zjawiska

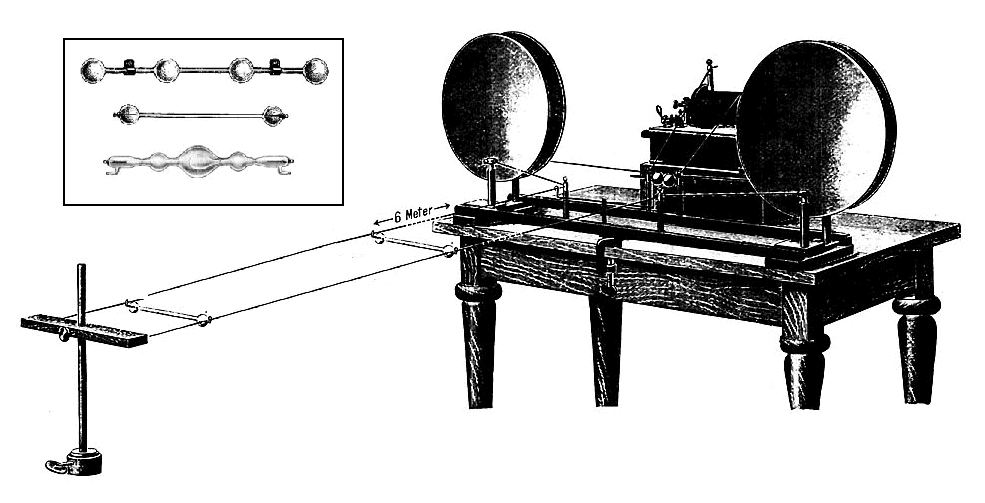
Linia Lechera z 1902 roku, przyrząd służący do wytwarzania stojącej fali radiowej pomiędzy dwoma przewodami.

Zjawisko powstawania fali stojącej wykorzystywane jest w urządzeniach wytwarzających drgania, w celu wzmacniania fal o określonej częstotliwości (wnęka rezonansowa, pudło rezonansowe) w instrumentach muzycznych (piszczałki w organach), technice fal radiowych i mikrofalowych.
Fala stojąca powstaje też poprzez odbijanie się sygnału transmitowanego w linii przesyłowej i stanowi zjawisko utrudniające transmisję sygnałów. Dla linii takich określa się „współczynnik fali stojącej”, określający stosunek amplitudy fali stojącej powstającej w linii przesyłowej do amplitudy fali przesyłanej.
Fala stojąca powstaje też w rezonatorze lasera, gdzie odbija się od zwierciadła na końcu rezonatora i interferuje z falą padającą tworząc falę stojącą.

## Prezentacja fali stojącej
Do prezentacji zjawiska fali stojącej, tak wizualnej, jak i akustycznej, opracowano wiele różnych pokazów, w tym najpopularniejsze:
- wąż gumowy przymocowany do ściany na jednym końcu i pobudzany do drgań ręką na drugim
- rurę Kundta
- rurę Quinckego
- rurę Rubensa
- linię Lechera
- falownicę